# Opheliidae
Opheliidae zijn een familie uit de klasse der borstelwormen. Volgens de Catalogue of Life bevat de familie van Opheliidae 177 soorten.

## Taxonomie
De volgende taxa zijn bij de familie ingedeeld:
- Geslacht Ammotrypanella McIntosh, 1878
- Geslacht Antiobactrum Chamberlin, 1919
- Geslacht Armandia Filippi, 1861
- Geslacht Polyophthalmus Quatrefages, 1850
- Geslacht Tachytrypane McIntosh in Jeffreys, 1876
- Onderfamilie Opheliinae
  - Geslacht Neomeris O.G. Costa, 1844
  - Geslacht Ophelia Savigny, 1822
  - Geslacht Thoracophelia Ehlers, 1897
- Onderfamilie Ophelininae
  - Geslacht Ophelina Örsted, 1843

### Nomen dubium
- Nais not Nais Müller, 1774

### Nomen nudum
- Pygophelia M. Sars, 1869

### Synoniemen
- Cassandane Kinberg, 1866 => Ophelia Savigny, 1822
- Euzonus Grube, 1866 => Thoracophelia Ehlers, 1897
- Nitetis Kinberg, 1866 => Ophelia Savigny, 1822
- Pectinophelia Hartman, 1938 => Thoracophelia Ehlers, 1897
- Ammotrypane Rathke, 1843 => Ophelina Örsted, 1843
- Ladice Kinberg, 1866 => Ophelina Örsted, 1843
- Omaria Grube, 1869 => Ophelina Örsted, 1843
- Terpsichore Kinberg, 1866 => Ophelina Örsted, 1843
- Lobochesis Hutchings & Murray, 1984 => Thoracophelia Ehlers, 1897
- Pseudophelia Katzmann, 1973 => Ophelia Savigny, 1822
- Urosiphon Chamberlin, 1919 => Ophelina Örsted, 1843